# Третяк Ольга
Третяк Ольга (1915) — українська поетеса.

## З біографії
Народ. 1915 р. в с. Гнилиця тепер Прилуцького району Чернігівської області. Закінчила Гайворонський педтехнікум, Харківський ветеринарний інститут. Емігрувала під час Другої світової війни до Німеччини, потім до Бельгії. У 1951 р. прибула до Канади, оселилася в Монреалі. У Монреалі видала поетичні збірки.

## Творчий доробок
Автор поетичних збірок «Пісень моїх узори» (1972), «Лада» (1973), «Зорі» (1973), «Повір» (1974), «Полтавщино моя» (1975).
- Третяк О. Пісень моїх узори. — Монреаль, 1972. — 98 с.
- Третяк О. Лада. — Монреаль, 1973.